# Ламброн
Ламброн или Лампрон (на арменски: Լամբրոն Բերդ; на френски: Les Embruns; на английски: Lambrom castle) е крепост в Българската планина.
На франкски език е Les Embruns, а на арабски Намрун (Namrun). Носи името си от Нерсес Ламбронаци, архиепископ на Тарс и родственик на арменския католикос Нерсес IV, наречен Благодатния.
Намира се на около 60 км северно от Тарс, вилает Мерсин, от южната страна на Булгардаг. Разположена е на гола висока скала и изглежда внушително. Тя е била „ключът“ към, респективно от, Киликийските порти, защото се е считала за непревземаема.
Крепостта е византийска, но не е установено дали на мястото е имала предходна римска или още по-стара, но това е много вероятно предвид мястото по охрана на стратегическия проход от Азия към Европа и обратно. Археологически разкопки не са правени.
Крепостта е предоставена веднага след битката при Манцикерт, през 1072 г., на Константин Ушин (лат. Oschin), който я предоставил на сарацините на Абул Гариб, византийски управител на Тарс, но това са недостоверни писания на Самуил от Ани (столицата на средновековна Армения), понеже по това време Фатимидите не са били фактор в областта. Самуил от Ани твърди, че по-сетне селджуките си върнали крепостта от „сарацините“. Ушин се конфронтира с неговия съперник в Антитавър или Арменски Тавър – Рубен, основател на династията на Рубенидите.
През 1171 – 1172 и 1183 г. крепостта е обсаждана при династичните борби и междуособици в Арменска Киликия. По това време я владеят Барбароните.[източник? (Поискан днес)] Една от наследничките на фамилията Филипа по-късно се жени втори път на 1 декември 1214 г. за Теодор I Ласкарис.
След битката при Кьосе даг, Барбароните приемат монголски васалитет, а селджукските султани на Румелийския султанат се спасяват и бягат в Киликия.[източник? (Поискан днес)]
Крепостта има неправилна форма и е с площ от 330 х 150 метра. Тя се намира на около 50 м над нивото на долината. От северната си страна, т.е. откъм естествения ѝ подход по склона, тя е защитена от ров издълбан в скалата с широчина между 16 – 25 метра. Терасовидната ѝ западна страна предлага най-лесният достъп до нея, но тук стените ѝ са най-яко укрепените. Крепостта има и форбург. Единственият ѝ достъп е през спускащата се над водния ров порта от запад.
Интериора на жилищните ѝ сгради е все още частично запазен. Стаите във вътрешността на укреплението на замъка са частично оборудвани с хипокост или хипокауст (отоплителна система от римско време).